# Climacteridae
Climacteridae é uma família de aves passeriformes pertencentes à subordem Passeri.
Nesta família estão incluidas 7 espécies em 2 géneros. São aves de pequeno a médio porte (13–20 cm), normalmente de coloração acastanhada (as fêmeas são mais avermelhadas). Têm bico longo e estreito. A cauda é curta.
São endémicas das florestas Austrália e Nova Guiné. Uma das espécies (Cormobates placens) habita nas montanhas da Nova Guiné e as restantes estão restritas à Australia.
Alimentam-se de insectos e de outros invertebrados, que encontram nas cascas das árvores (especialmente eucaliptos). Algumas espécies alimentam-se no chão, no meio da folhagem e de restos de árvores caidas.
Espécies monogâmicas. A fêmea produs 2 a 3 ovos em cada época reprodutiva. Existem cuidados biparentais. O ninho é feito de erva, penas e pelagem de mamíferos. A espécie Cormobates leucophaeus reproduz-se em pares solitários. Pelo menos 4 espécies do género Climacteris reproduzem-se em comunidade.
Estas espécies apareceram como resultado da grande radiação adaptativa dos corvídeos na Australásia.

## Espécies e subespécies pertencentes à família
A ordem taxonómica e a nomenclatura são apresentadas segundo Clements 5th edition (updated 2005)
- Cormobates placens
  - Cormobates placens placens
  - Cormobates placens steini
  - Cormobates placens inexpectata
  - Cormobates placens meridionalis
- Cormobates leucophaeus
  - Cormobates leucophaeus leucophaeus
  - Cormobates leucophaeus intermedia
  - Cormobates leucophaeus metastasis
  - Cormobates leucophaeus grisescens
  - Cormobates leucophaeus minor
- Climacteris affinis
  - Climacteris affinis affinis
  - Climacteris affinis superciliosus
- Climacteris erythrops
  - Climacteris erythrops erythrops
  - Climacteris erythrops olinda
- Climacteris picumnus
  - Climacteris picumnus picumnus
  - Climacteris picumnus victoriae
  - Climacteris picumnus melanota
- Climacteris melanura
  - Climacteris melanura melanura
  - Climacteris melanura wellsi
- Climacteris rufa